# Clinopodium nepeta
La mentuccia o nepitella (nome scientifico Clinopodium nepeta (L.) Kuntze, 1891) è una pianta aromatica, appartenente alla famiglia delle Lamiaceae e del genere Clinopodium.

## Etimologia
Il nome generico (Clinopodium) deriva da una parola greca "klinopodion" (formata da due parole: "klino" = pendenza, adagiarsi o letto e "podos" o "podios" = un piede), già usata da Dioscoride (Anazarbe, 40 circa – 90 circa), medico, botanico e farmacista greco antico che esercitò a Roma ai tempi dell'imperatore Nerone, e fa riferimento alla forma di manopola dell'infiorescenza. Secondo altre etimologie, facendo riferimento ad uno dei sinonimi di questa pianta (Satureja nepeta  (L.) Scheele, il significato potrebbe essere "salato". L'epiteto specifico (nepeta) è stato usato per primo da Gaio Plinio Secondo (Como, 23 – Stabiae, 25 agosto 79]), scrittore, ammiraglio e naturalista romano, per una pianta aromatica ("erba gatta") e fa riferimento alla cittadina di Nepi in Etruria.
Il nome scientifico della pianta è stato definito per la prima volta da Linneo (1707 – 1778) con il nome di Melissa nepeta, perfezionato successivamente nel nome attuale dal botanico tedesco Carl Ernst Otto Kuntze (Lipsia, 23 giugno 1843 – Sanremo, 27 gennaio 1907) nella pubblicazione "Revisio Generum Plantarum: vascularium omnium atque cellularium multarum secundum leges nomeclaturae internationales cum enumeratione plantarum exoticarum in itinere mundi collectarum... Leipzig" (2: 515. 1891) del 1891.

## Descrizione

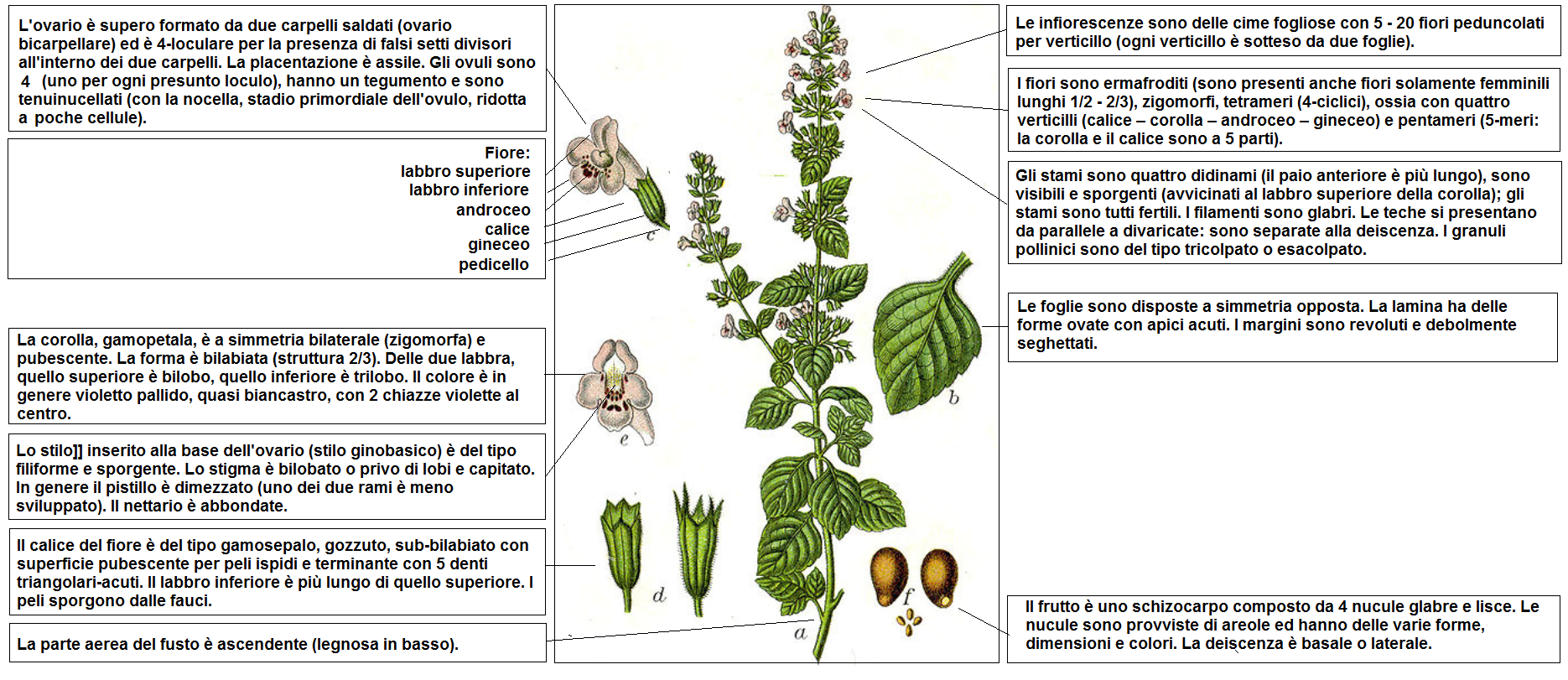
Descrizione delle parti della pianta

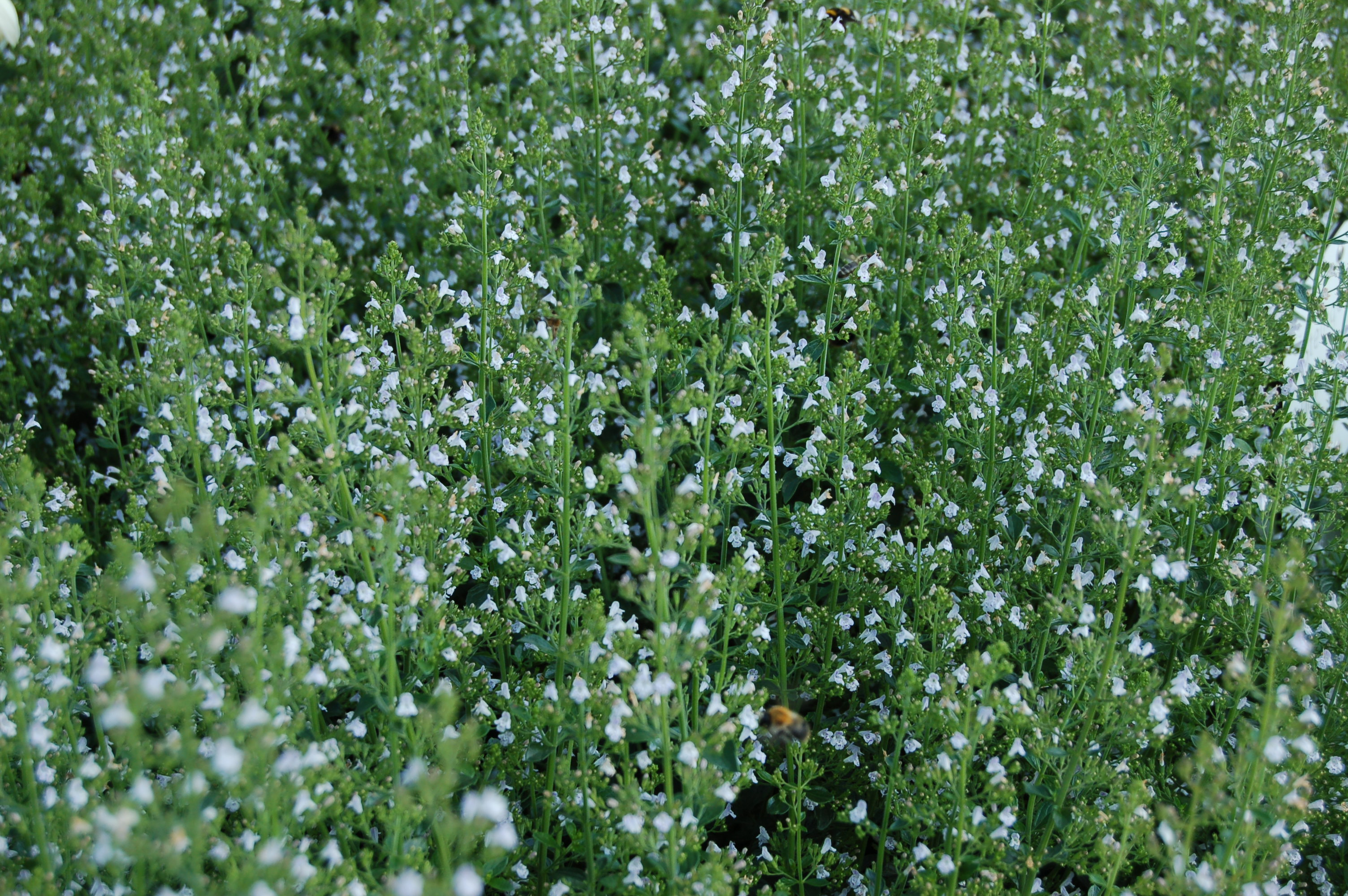
Il portamento

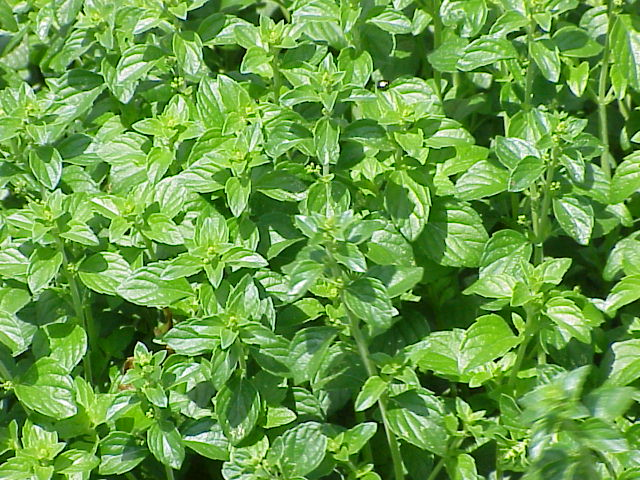
Le foglie

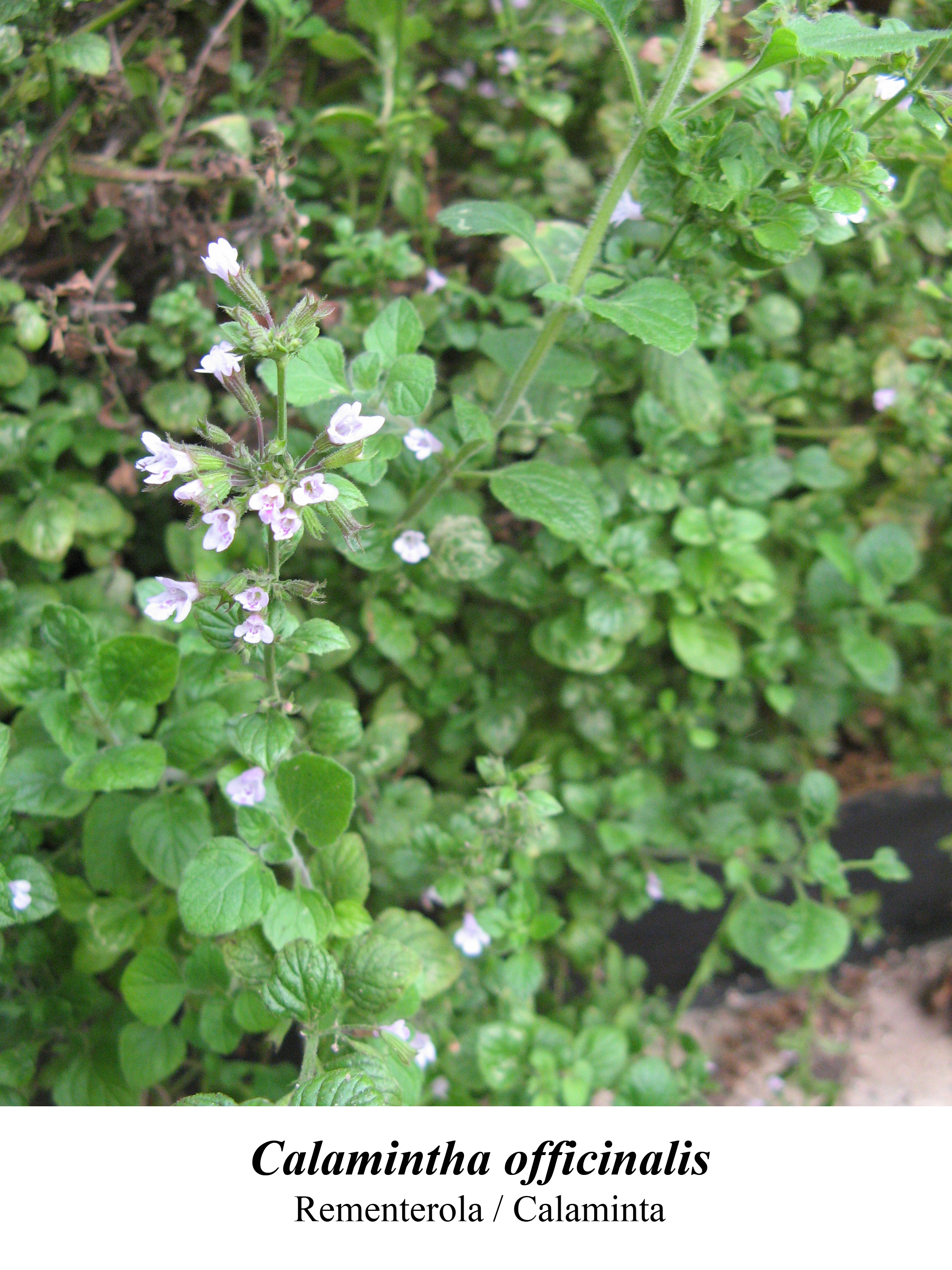
Infiorescenza

La nepitella è perenne ed erbacea, è latifoglia, la fioritura comincia a inizio estate e si protrae fino a inizio autunno. Queste piante raggiungono un'altezza di 20–40 cm (massimo 80 cm). La forma biologica è emicriptofita scaposa (H scap), ossia in generale sono piante erbacee, a ciclo biologico perenne, con gemme svernanti al livello del suolo e protette dalla lettiera o dalla neve e sono dotate di un asse fiorale eretto e spesso privo di foglie. Per queste piante sono previste anche forme biologiche diverse come camefita suffruticosa (Ch suffr), piante perenni e legnose alla base, con gemme svernanti poste ad un'altezza dal suolo tra i 2 ed i 30 cm (le porzioni erbacee seccano annualmente e rimangono in vita soltanto le parti legnose). Tutte le parti di queste piante hanno un leggero odore di menta.

### Radici
Le radici sono secondarie derivate da un fittone.

### Fusto
La parte aerea del fusto è ascendente (legnosa in basso). La superficie è ricoperta di peli inclinati.

### Foglie
Le foglie sono disposte con simmetria opposta. La lamina ha delle forme ovate con apici acuti. I margini sono revoluti e debolmente seghettati.

### Infiorescenza
Le infiorescenze sono delle cime fogliose con 5 - 20 fiori peduncolati per verticillo (ogni verticillo è sotteso da due foglie). Il peduncolo è lungo fino a 2 cm.

### Fiore
I fiori sono ermafroditi (sono presenti anche fiori solamente femminili lunghi 1/2 - 2/3), zigomorfi, tetrameri (4-ciclici), ossia con quattro verticilli (calice – corolla – androceo – gineceo) e pentameri (5-meri: la corolla e il calice sono a 5 parti).
- Formula fiorale. Per la famiglia di queste piante viene indicata la seguente formula fiorale:

X, K (5), [C (2+3), A 2+2] G (2), (supero), drupa, 4 nucule
- Calice: il calice del fiore è del tipo gamosepalo, gozzuto, sub-bilabiato con superficie pubescente per peli ispidi e terminante con 5 denti triangolari-acuti. Il labbro inferiore è più lungo di quello superiore. I peli sporgono dalle fauci. Lunghezza del calice: 3 – 4 mm. I denti sono lunghi 0,5 – 2 mm.
- Corolla: la corolla, gamopetala, è a simmetria bilaterale (zigomorfa) ed è pubescente. La forma è bilabiata (struttura 2/3). Delle due labbra, quello superiore è bilobo, quello inferiore è trilobo. Il colore in genere è violetto pallido, quasi biancastro, con 2 chiazze violette al centro. Lunghezza del tubo: 8 – 10 mm. Dimensione del labbro superiore: 2 mm. Dimensione del labbro inferiore: 4 – 5 mm.
- Androceo: gli stami sono quattro didinami (il paio anteriore è più lungo), sono poco visibili (avvicinati al labbro superiore della corolla); gli stami sono tutti fertili. I filamenti sono glabri. Le teche si presentano da parallele a divaricate: sono separate alla deiscenza. I granuli pollinici sono del tipo tricolpato o esacolpato.
- Gineceo: l'ovario è supero formato da due carpelli saldati (ovario bicarpellare) ed è 4-loculare per la presenza di falsi setti divisori all'interno dei due carpelli. La placentazione è assile. Gli ovuli sono 4 (uno per ogni presunto loculo), hanno un tegumento e sono tenuinucellati (con la nocella, stadio primordiale dell'ovulo, ridotta a poche cellule).[15] Lo stilo inserito alla base dell'ovario (stilo ginobasico) è del tipo filiforme e sporgente. Lo stigma è bilobato o privo di lobi e capitato. In genere il pistillo è dimezzato (uno dei due rami è meno sviluppato). Il nettario è abbondante.

### Frutti
Il frutto è uno schizocarpo composto da 4 nucule glabre e lisce. Le nucule sono provviste di areole ed hanno delle varie forme, dimensioni e colori (normalmente marrone). La deiscenza è basale o laterale.

## Riproduzione
- Impollinazione: l'impollinazione avviene tramite insetti tipo ditteri e imenotteri (impollinazione entomogama).[11][16] In particolare la pianta è bottinata dalle api.
- Riproduzione: la fecondazione avviene fondamentalmente tramite l'impollinazione dei fiori (vedi sopra).
- Dispersione: i semi cadendo a terra (dopo essere stati trasportati per alcuni metri dal vento – disseminazione anemocora) sono successivamente dispersi soprattutto da insetti tipo formiche (disseminazione mirmecoria). I semi hanno una appendice oleosa (elaisomi, sostanze ricche di grassi, proteine e zuccheri) che attrae le formiche durante i loro spostamenti alla ricerca di cibo.[17]

## Tassonomia
La famiglia di appartenenza del genere (Lamiaceae), molto numerosa con circa 250 generi e quasi 7000 specie, ha il principale centro di differenziazione nel bacino del Mediterraneo e sono piante per lo più xerofile (in Brasile sono presenti anche specie arboree). Per la presenza di sostanze aromatiche, molte specie di questa famiglia sono usate in cucina come condimento, in profumeria, liquoreria e farmacia. La famiglia è suddivisa in 7 sottofamiglie: il genere Clinopodium è descritto nella tribù Mentheae (sottotribù Menthinae) che appartiene alla sottofamiglia Nepetoideae.
Per questa specie il basionimo è: Melissa nepeta L., 1753.
Nella pubblicazione "Flora d'Italia" di Sandro Pignatti questa pianta è indicata con il nome di Calamintha nepeta (L.) Savi.

### Sottospecie
Per questa specie sono riconosciute valide la seguenti sottospecie:

#### Sottospecienepeta

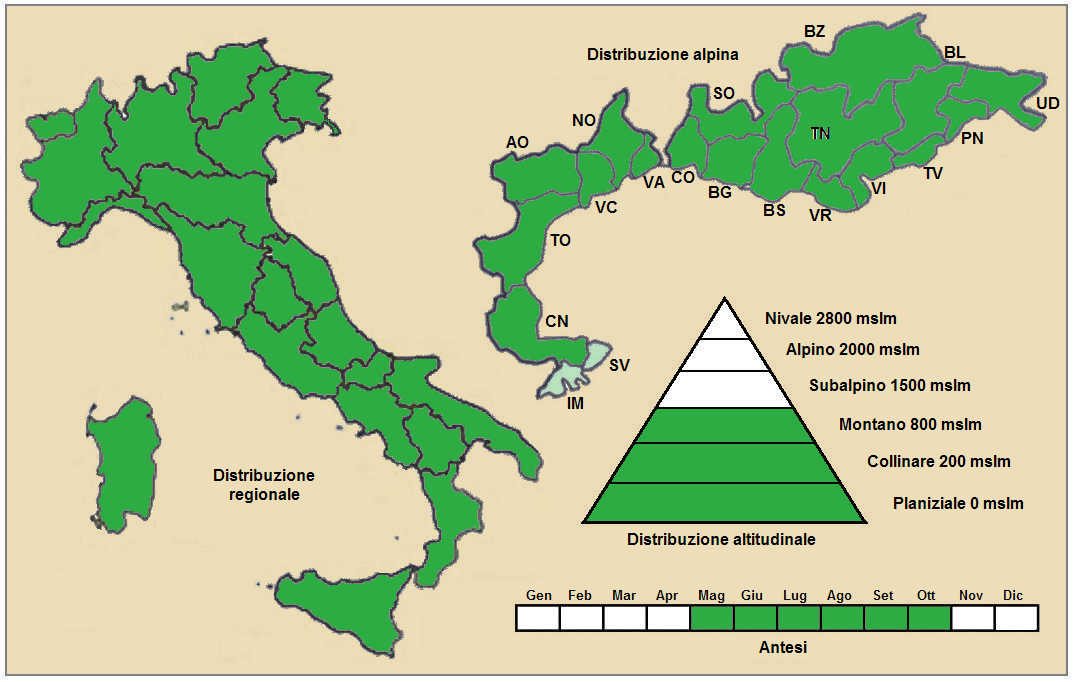
Distribuzione della pianta
(Distribuzione regionale – Distribuzione alpina

È la stirpe principale (il tipo più diffuso).
- Descrizione: la lamina delle foglie è ovale (1,3 - 1,5 volte più lunghe che larghe) con larghezza di 15 – 25 mm e lunghezza di 27 – 35 mm; le infiorescenze sono composte da 10 - 20 fiori superanti le foglie ascellari; il calice e la corolla sono i più grandi della specie.
- Fioritura: da maggio a ottobre.
- Geoelemento: il tipo corologico (area di origine) è Orofita-Mediterraneo, (Eurimediterraneo).
- Distribuzione: in Italia questa sottospecie è comune e si trova su tutto il territorio. Nelle Alpi oltre confine si trova in Francia (tutti i dipartimenti alpini), in Svizzera (cantoni Vallese, Ticino e Grigioni), in Austria (Länder del Vorarlberg, Tirolo Settentrionale, Tirolo Orientale e Carinzia) e in Slovenia. Sugli altri rilievi europei collegati alle Alpi si trova nel Massiccio del Giura, Massiccio Centrale, Pirenei e Monti Balcani.[19] Nel resto dell'areale del Mediterraneo questa sottospecie si trova dalla Penisola Iberica alla Grecia fino in Anatolia e Transcaucasia.[21]
- Habitat: l'habitat preferito per queste piante sono i prati aridi, gli incolti, lungo i muri; ma anche i ghiaioni, le pietraie, i margini erbacei dei boschi e gli arbusteti meso-termofili. Il substrato preferito è calcareo con pH basico, medi valori nutrizionali del terreno che deve essere secco.[19]
- Distribuzione altitudinale: sui rilievi queste piante si possono trovare fino a 1500 m s.l.m.; frequentano quindi i seguenti piani vegetazionali: collinare e quello montano (oltre a quello planiziale).
- Fitosociologia: dal punto di vista fitosociologico alpino la sottospecie di questa voce appartiene alla seguente comunità vegetale:[19]
  - Formazione: delle comunità delle fessure delle rupi e dei ghiaioni
    - Classe: Thalaspietea rotundifolii
      - Ordine: Stipetalia calamagrostis
        - Alleanza: Stipion calamagrostis

#### Sottospecieglandulosa
- Nome scientifico: Clinopodium nepeta subsp. glandulosa (Req.) Govaerts, 1999
- Descrizione: la lamina delle foglie è ovale-rombica (lunghe quanto larghe) con larghezza di 13 – 20 mm e lunghezza di 15 – 22 mm; la pagina inferiore delle foglie è caratterizzata da abbondanti ghiandole sessili; le infiorescenze sono composte da 5 - 11 fiori più brevi delle foglie ascellari; il calice e la corolla sono i più piccoli della specie.
- Distribuzione: è endemica in Sardegna (e Corsica) e probabilmente è sporadica nel resto del territorio italiano. Nell'areale del Mediterraneo questa sottospecie si trova dalla Penisola Iberica alla Penisola Balcanica fino all'Anatolia, Transcaucasia e Magreb.[22]

#### Sottospeciesubisidoratum
(Non è presente in Italia)
- Nome scientifico: Clinopodium nepeta subsp. subisidoratum (Borbás) Govaerts, 1999 - Distribuzione: Ungheria e ex Jugoslavia.[23]

### Ibridi
La specie di questa voce si ibrida facilmente. In questo elenco sono indicati alcuni ibridi intragenerici:
- Clinopodium × bellantianum (Bouchard) Starm., 2011 - Ibrido con Clinopodium menthifolium subsp. menthifolium (Host) Stace
- Clinopodium × conillii (Sennen) Starm., 2011 - Ibrido con Clinopodium menthifolium subsp. ascendens (Jord.) Govaerts

### Sinonimi
Questa entità ha avuto nel tempo diverse nomenclature. L'elenco seguente indica alcuni tra i sinonimi più frequenti:
- Acinos transsilvanica Schur
- Calamintha acinifolia Sennen
- Calamintha alboi Sennen
- Calamintha athonica Rchb.
- Calamintha barolesii Sennen
- Calamintha bonanovae Sennen
- Calamintha bonanovae Sennen & Pau
- Calamintha brevisepala Sennen
- Calamintha caballeroi Sennen & Pau
- Calamintha cacuminiglabra Sennen
- Calamintha cantabrica Sennen & Elias
- Calamintha dilatata Schrad.
- Calamintha dufourii Sennen
- Calamintha enriquei Sennen & Pau
- Calamintha eriocaulis Sennen
- Calamintha ferreri Sennen
- Calamintha gillesii Sennen
- Calamintha guillesii Sennen
- Calamintha josephi Sennen
- Calamintha largiflora Klokov
- Calamintha litardierei Sennen
- Calamintha longiracemosa Sennen
- Calamintha mollis Jord. ex Lamotte
- Calamintha nepeta (L.) Savi
- Calamintha nepeta var. athonica (Rchb.) K.Koch
- Calamintha nepeta f. hirsutissima (Pant.) Hayek
- Calamintha nepeta var. hirsutissima Pant.
- Calamintha nepeta var. mollis (Jord. ex Lamotte) Nyman
- Calamintha nepeta var. nepetoides (Jord.) Nyman
- Calamintha nepetoides Jord.
- Calamintha obliqua Host
- Calamintha officinalis var. nepeta (L.) Rchb. & Rchb.f.
- Calamintha parviflora Lam.
- Calamintha peniciliata Sennen
- Calamintha rotundifolia Host
- Calamintha sennenii Cadevall
- Calamintha suavis Sennen
- Calamintha thessala Hausskn.
- Calamintha transsilvanica (Jáv.) Soó
- Calamintha trichotoma Moench
- Calamintha vulgaris Clairv.
- Faucibarba parviflora Dulac
- Melissa aetheos Benth.
- Melissa nepeta L.
- Melissa obtusifolia Pers.
- Melissa parviflora Salisb.
- Micromeria byzantina Walp.
- Micromeria canescens Walp.
- Satureja brauneana var. transsilvanica Jáv.
- Satureja calamintha var. mollis (Jord. ex Lamotte) Briq.
- Satureja calamintha var. nepeta (L.) Briq.
- Satureja calamintha subsp. nepeta (L.) Briq.
- Satureja calamintha var. nepetoides (Jord.) Briq.
- Satureja mollis (Jord. ex Lamotte) E.Perrier
- Satureja nepeta (L.) Scheele
- Satureja nepetoides (Jord.) Fritsch
- Thymus athonicus Bernh. ex Rchb.
- Thymus minor Trevir.
- Thymus nepeta (L.) Sm.

### Specie simili

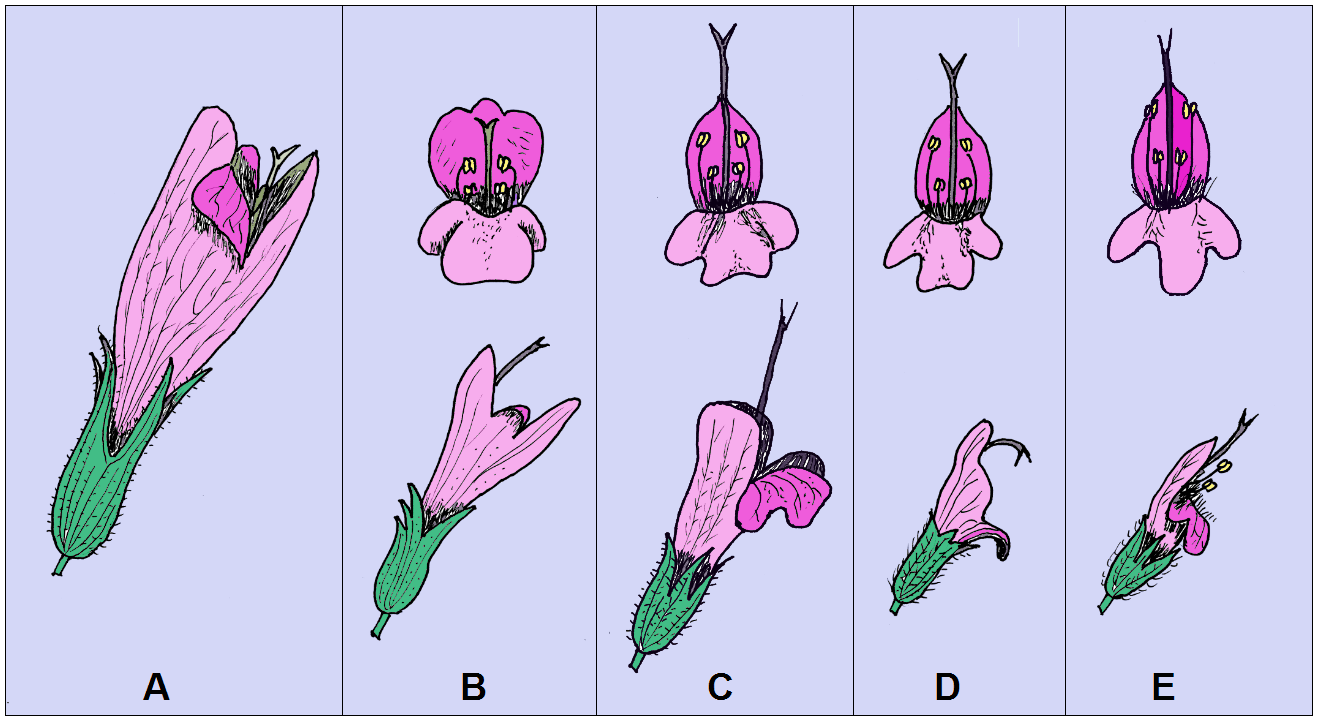
A: C. grandiflorum - B: C. menthifolium subsp. menthifolium - C: C. menthifolium subsp. ascendens - D: C. nepeta subsp. nepeta - E: C. nepeta subsp. glandulosum

In alcune zone d'Italia al di fuori di Roma e Lazio, la Mentha pulegium (menta romana) viene talvolta confusa con la nepetella: le due specie si possono facilmente distinguere dall'infiorescenza: a sviluppo verticale con fiori singoli quella della nepetella, tondeggiante con fiori ravvicinati quella della M. pulegium, e dal sapore: quello della menta romana è molto più forte.
Anche alcune specie dello stesso genere possono essere confuse con quella di questa voce. Il disegno qui sotto mostra le differenze più significative del fiore tra queste specie (da Pignatti).

## Usi

### Erboristeria
La nepetella era usata comunemente come erba medicinale ed erba officinale  in tempi medioevali, ma ora è poco usata dagli erboristi moderni. Tutte le parti della pianta hanno proprietà aromatiche, diaforetiche, espettoranti, febbrifughe e stomachiche. Gli infusi ottenuti con le foglie sono benefici in caso di flatulenza e debolezza di stomaco. È usata anche contro la depressione, l'insonnia e i dolori mestruali. Non deve essere assunta durante la gravidanza in quanto in dosi eccessive può causare l'aborto.

### Gastronomia
La mentuccia è una buona pianta mellifera, soprattutto perché fiorisce dall'estate fino all'arrivo dell'autunno. Si può produrre del miele ma è rarissimo, perché la pianta anche se è abbastanza comune, non è mai abbondante, comunque è molto bottinata dalle api ed è una buona fonte di nettare e polline.
Nella cucina toscana accompagna molti piatti a base di funghi, soprattutto porcini. Nel Lazio si usa per la preparazione dei carciofi alla romana. In Irpinia (Campania), sotto il nome di "zenzifero", è unita alla ricotta per costituire il ripieno di ravioli magri e frittate, o per preparare un particolare liquore aromatico. In Sicilia viene aggiunta alla salamoia delle olive da tavola; si utilizza anche come ingrediente nella preparazione di una tipica frittata pasquale detta "frocia". In generale, in cucina è usata come condimento.
Nell'uso culinario non deve essere confusa con la menta romana (Mentha pulegium), che ha un sapore molto più forte.